# Endorete
Endorete is een geslacht van sponsdieren uit de klasse van de Hexactinellida.

## Soort
- Endorete pertusum Topsent, 1928